# Abderrazak Kéfi
Abderrazak Kéfi, né le 22 avril 1938 à Kairouan, est un homme politique tunisien.

## Biographie
Il est gouverneur de Béja de janvier à septembre 1969 et gouverneur de Jendouba de 1981 à 1982.
Nommé directeur général de la Radiodiffusion-télévision tunisienne en 1982, il est ministre de l'Information de 1983 à 1986, puis ministre du Transport et du Tourisme de 1987 à 1988.